# 克里斯托夫·加尔蒂
克里斯托夫·加尔蒂（法語：Christophe Galtier，1966年8月26日—），法国足球教练员、前足球运动员，球员时代司职后卫。

## 球员生涯
加尔蒂出生于法国马赛，在法国踢球期间曾效力于马赛、里尔、图卢兹、昂热和尼姆。职业生涯末期，他决定出国发展，加盟意大利球队蒙扎，最终在中国辽宁足球俱乐部结束了球员生涯。

## 教练生涯

### 助教生涯
1999年，32岁的加尔蒂开始执教生涯，先后担任马赛、阿瑞斯和巴斯蒂亚担任助理教练。2004年，加尔蒂结识了阿兰·佩兰，成为其助手，并跟随佩兰先后任职于艾因和朴茨茅斯，2007年加尔蒂随佩兰执教法甲劲旅里昂，2008年又随佩兰执教圣艾蒂安。

### 圣艾蒂安
2009年，由于成绩不佳，圣艾蒂安解雇主帅佩兰，由加尔蒂接替他的位置，这是他首次正式担任球队主教练，当时圣艾蒂安正深陷降级区。在加尔蒂的率领下，圣艾蒂安于赛季末以第17名的成绩成功保级。加尔蒂任内，共率领球队连续7个赛季打进法甲前10名，并4次跻身欧战。2013年，圣艾蒂安在法国联赛杯决赛中击败雷恩，夺得了他们32年以来的首个冠军。2017年，加尔蒂约满离队，是当时法甲任职时间最长的主教练。

### 里尔
2017年12月，加尔蒂前往里尔执教，当时的里尔同样是一支为保级而挣扎的球队；里尔最终于季末以一分优势惊险保级。在加尔蒂率的带领下，球队连续三年获得欧冠资格，并于2020-21赛季夺得十年来首个法甲冠军。不过在赛季结束仅两天后，加尔蒂便请辞，理由是他“坚信自己的时间到了”。

### 尼斯
2021年6月，法甲球队尼斯宣布由加尔蒂出任主教练。在加尔蒂执教的一个赛季里，球队取得了法甲第五、法国杯亚军的成绩，并取得欧联杯附加赛资格。

### 巴黎圣日耳曼
2022年7月5日，法甲豪门巴黎圣日耳曼宣布由加尔蒂担任球队主教练，接替带队成绩平平的毛里西奥·波切蒂诺，双方签约两年。在巴黎圣日耳曼任職期間，加尔蒂贏得了法甲和法國超級盃。